# 湯米·維索
湯米·維索（英語：Tommy Wiseau，/ˈwaɪzoʊ/，1955年10月3日—），波蘭裔美國男演員、導演、編劇、製片人和商人。他較知名的是自己主演、編劇和執導的獨立電影《房間》（2003年），該片除了被許多影評人評為「史上最差的電影」外，後來還成為了一部邪典電影。而他也執導過紀錄片《美國無家可歸者》（Homeless in America，2004年）和網路情境喜劇《鄰居們》（2015年）。

## 早期生活
湯米·維索的早年生活相當地神秘，因他對此一直保持著保密的態度。在各種採訪中，他自稱曾於「很久以前」在法國生活過。維索斷言自己是在路易斯安那州紐奧良長大，並透露自己的「整個家庭」都在路易斯安那州查爾梅特生活。維索從未明確地向外界說出自己的年齡。在2003年的電影《房間》上映後，他在一次的採訪中透露，他出生於1968年或1969年；但他的好友葛瑞·賽斯特羅在2013年的回憶錄《災難藝術家》中，則敘述他兄弟的女友獲得了維索的美國移民文件之副本，並顯露出維索是於1950年代在東歐國家出生的 ，這比他本人所聲稱的年份「早很多」。
在加拿大紀錄片導演里克·哈珀（Rick Harper）的2016年紀錄片《充滿勺子的房間》中聲稱研究了維索的背景，並斷定他是波蘭人，最初來自波茲南。2017年11月，維索後來在電視節目《吉米夜現場》上證實，自己「最初來自於歐洲」；並於同年上半年在接受《紐約時報》採訪時表示：「長話短說，我很久以前在歐洲長大，但我是美國人而為此感到驕傲。」
在《災難藝術家》中，賽斯特羅聲稱維索曾向自己透露，維索透過「幻想、悲傷、自相矛盾的故事」來作為一名年輕的成年人搬到了史特拉斯堡，且使用了「皮耶爾（Pierre）」這個名字在一間餐廳做洗碗的工作。據賽斯特羅所述，維索曾在一家青年旅館遭到法國警方因持有毒品的罪嫌而誤捕，加上還在查爾梅特被他的叔叔和嬸嬸虐待、造成創傷，這導致他移民到美國。賽斯特羅聲稱，維索後來搬到了加利福尼亞州舊金山，並在那的舊金山漁人碼頭附近以街頭小販的身份向遊客出售玩具。據說維索賣的玩具是當時歐洲流行的一種鳥玩具而使自己獲得了「鳥人（The Birdman）」的綽號。這也讓他在成為美國公民後，將自己的法定名更為「湯瑪士·皮耶爾·維索（Thomas Pierre Wiseau）」，其中他拿「W」來取代法語單詞「鳥（oiseau）」開頭的「O」。
賽斯特羅透露，維索曾在舊金山從事過各種工作，其中包括餐廳的員工和醫院的工作人員，並曾經營一家名為Street Fashions USA的公司，他以折扣價出售了具有瑕疵的藍色牛仔褲。之後，維索透過在洛杉磯和舊金山地區進行創業和房地產開發而積累了大量財富，這使自己相當富有。然而，同樣在《災難藝術家》中，賽斯特羅坦承透過此方法來使自己迅速地變得富有是不太可能的，他自己也不太相信。此外，賽斯特羅曾多次暗示，許多參與《房間》的人都認為這部電影的製作其實是有組織犯罪之洗錢計劃的一部分，但賽斯特羅本人認為這不太可能。

## 職業生涯

### 《房間》
湯米·維索的職業生涯起自他自己執導、編劇和主演的電影《房間》，該片於2003年上映；其預算為600萬美元，但其資金來源至今仍是謎團。該片的劇本是根據他自己寫的一本未出版、約500多頁的小說。該片上映後，很快地遭到影評人抨擊，但後來卻成為了在世界各地戲院深夜放映的「邪典電影」。該片在北美聞名後，它也在全美以及加拿大、英國、澳大利亞、紐西蘭、法國、義大利、丹麥、挪威等國舉行了放映。至今，全世界還有很多戲院會放映《房間》，其中一些會每月都進行放映。在這些放映中，影迷們會像《洛基恐怖秀》一樣與電影互動，著名的觀影傳統包括裝扮成片中角色、向銀幕投擲塑料勺子（起因是維索所飾演的強尼桌上擺著的一張來歷不明的勺子照片）、近距離互相拋橄欖球、嚷出影片的經典對白和咒罵影片的不合理之處等；而維索本人也會出現在許多這樣的活動中，除了與粉絲合影外，他還會在放映前向觀眾發表演說或回答觀眾的問題。
2004年，維索製作並參演了一部紀錄短片《Homeless in America》。2010年，他又出演了一部惡搞《房間》的恐怖喜劇短片《血滴亞歷克斯之房》，其片名是致敬於英國恐怖多段式電影《浴血凶宅》（1971年）。
維索表示，他一直受到電影《六壯士》（1971年）和《大國民》（1941年）的影響，特別是演員詹姆斯·狄恩與馬龍·白蘭度。據他的好友兼《房間》的主演之一葛瑞格·賽斯特羅所述，維索對詹姆斯·狄恩有著強烈的痴迷，以致他常常走訪了狄恩生前曾待過的洛杉磯餐廳，而在《房間》中出現的名言「你快要把我撕裂了，麗莎！」，也是出自狄恩主演的1955年電影《養子不教誰之過》之中。
《房間》艱困的幕後製作在後來被賽斯特羅與湯姆·比塞爾合力寫成一本名為《災難藝術家》的書籍，該書於2013年出版。

### 其他項目
2008年，維索製作並出演了網路劇《鄰居們》的試播集。後來，該劇於2014年起開始正式在Hulu播出首集，並於2015年3月起開始陸續播出。2009年，他客串了Adult Swim電視喜劇《提姆和艾瑞克精彩秀，偉大的工作》中的一集「Tommy」。
2011年，維索出演了一部YouTube網路節目《Tommy Explains it All》，在當中他介紹了從《大國民》中吸取藝術靈感等不同主題的觀點。同年，他也在Machinima.com的網路脫口秀《The Tommy Wi-Show》中演出，該劇的背景設定為維索被外星人綁架，被迫在一個遙遠的星球上玩電子遊戲，其目的不明。在劇中，維索會遊玩各種電子遊戲，如《真人快打》和《極道車魂：舊金山》，並也會發表其評論。
2015年3月，維索在Reddit上發表了一篇題為「ask me anything」（問我什麼）的帖子，說他已開始進行一個名為《The Foreclosure》的新項目。同年，他還在《武士警察2：致命復仇》中飾演邪惡的林頓·北野一角，該片為邪典電影《武士警察》（1991年）的續集。2016年10月，宣布維索將和賽斯特羅重聚拍片，片名為《人生超友事》。該片由賽斯特羅編劇，並於洛杉磯被秘密地拍攝完成；其初剪版最先於2017年9月4日在英國倫敦首映，後定於2018年正式上映。
在《災難藝術家》的改編電影《大災難家》中，由詹姆斯·法蘭科飾演維索，而他的弟弟戴夫·法蘭科則飾演了葛瑞·賽斯特羅。維索本人在受訪時對於讓詹姆斯·法蘭科來演自己的決定表示讚賞。此外，在片中維索也在片尾客串了亨利一角。

## 個人生活
維索的電影受到了許多知名電影人物的影響，其中包括了詹姆斯·狄恩、馬龍·白蘭度、田納西·威廉斯、奧森·威爾斯、伊莉莎白·泰勒和亞佛烈德·希區考克。
據維索的好友葛瑞·賽斯特羅所述，維索在某個時候曾於加利福尼亞州發生了一場致命性的車禍；主因是他的車輛遭到另一名駕駛闖紅燈撞上，這使維索住院了好幾個星期。賽斯特羅認為這起事件是維索生活中的一個轉折點，維索在追求著平穩生活的時候一直忽視自己的野心，這導致他追求成為演員和導演的夢想受阻。
因對《充滿勺子的房間》的內容不滿，維索於2016年控告哈珀侵犯其知識產權和個人隐私，並成功向法庭申請了禁制令，禁止哈珀發行、放映和宣傳《充滿勺子的房間》，導致影片的DVD預售被迫暫停。最終安大略省高等法院於2020年裁定維索敗訴，並需向製片方賠償近100萬加元。
2017年12月，在和霍華·史頓的採訪中，他自稱會說法語，且表示自己是名天主教徒。

## 作品列表

### 電影
| 年份 | 標題                                                    | 職位 | 職位 | 職位 | 職位 | 職位                         | 附註 | 來源   |
| 年份 | 標題                                                    | 導演 | 製片 | 編劇 | 演員 | 角色                         | 附註 | 來源   |
| ---- | ------------------------------------------------------- | ---- | ---- | ---- | ---- | ---------------------------- | ---- | ------ |
| 2003 | 《房間》 The Room                                       | 是   | 是   | 是   | 是   | 強尼（Johnny）               |      | [ 52 ] |
| 2010 | 《血滴亞歷克斯之房》 The House That Drips Blood on Alex |      |      |      | 是   | 亞歷克斯（Alex）             | 短片 | [ 53 ] |
| 2015 | 《武士警察2：致命復仇》 Samurai Cop 2: Deadly Vengeance |      | 是   |      | 是   | 林頓·北野（Linton Kitano）   |      | [ 54 ] |
| 2016 | 《冷月》 Cold Moon                                      |      |      |      | 是   | 羅德奧警官（Rodeo Official） | 客串 | [ 55 ] |
| 2017 | 《大災難家》 The Disaster Artist                        |      |      |      | 是   | 亨利（Henry）                | 客串 | [ 56 ] |
| 2017 | 《人生超友事》 Best F(r)iends                           |      |      |      | 是   | 哈維·路易斯（Harvey Lewis）  |      | [ 57 ] |
| 2023 | 《大鯊魚》 Big Shark                                    | 是   | 是   | 是   | 是   | 派翠克（Patrick）            |      | [ 58 ] |
| TBA  | 《房間歸來！》 The Room Returns!                        |      |      | 是   |      |                              |      | [ 59 ] |

### 紀錄片
| 年份 | 標題                                   | 職位 | 職位 | 職位 | 職位 | 職位           | 附註 | 來源   |
| 年份 | 標題                                   | 導演 | 製片 | 編劇 | 演員 | 角色           | 附註 | 來源   |
| ---- | -------------------------------------- | ---- | ---- | ---- | ---- | -------------- | ---- | ------ |
| 2004 | 《美國無家可歸者》 Homeless in America | 是   | 是   | 是   | 是   | 他自己／採訪者 |      | [ 60 ] |
| 2018 | 《武士誕生》 Enter the Samurai         |      |      |      | 是   | 他自己         |      | [ 61 ] |

### 電視
| 年份 | 標題                                                                     | 職位 | 職位 | 職位 | 職位 | 職位                                    | 附註                               | 來源          |
| 年份 | 標題                                                                     | 導演 | 製片 | 編劇 | 演員 | 角色                                    | 附註                               | 來源          |
| ---- | ------------------------------------------------------------------------ | ---- | ---- | ---- | ---- | --------------------------------------- | ---------------------------------- | ------------- |
| 2009 | 《提姆和艾瑞克超棒秀，干得漂亮！》 Tim and Eric Awesome Show, Great Job! | 是   |      |      | 是   | 他自己／豬人                            | 單集：〈Tommy〉                    | [ 62 ]        |
| 2011 | The Tommy Wi-Show                                                        |      |      |      | 是   | T. W.                                   | 網路劇；9集                        | [ 63 ]        |
| 2011 | Tommy Explains it All                                                    |      |      |      | 是   | 他自己                                  | 網路劇                             | [ 64 ]        |
| 2013 | The PET Squad Files                                                      |      |      |      | 是   | 雅克（Jacque）                          | 單集：〈The Stockton City Morgue〉 | [ 65 ]        |
| 2015 | 《鄰居們》 The Neighbors                                                 | 是   | 是   | 是   | 是   | 查理／瑞奇·瑞克（Charlie / Ricky Rick） | 網路劇                             | [ 66 ]        |
| 2018 | 《書呆子禮物》 Nerdist Presents                                          |      |      |      | 是   | 小丑                                    | 網路劇；2集                        | [ 67 ] [ 68 ] |
| 2019 | SpaceWorld                                                               |      |      |      | 是   | TX                                      | 配音                               | [ 69 ]        |

### MV
| 年份 | 標題                      | 藝人     | 附註 | 來源   |
| ---- | ------------------------- | -------- | ---- | ------ |
| 2018 | 〈榜樣〉 Role Models      | 武裝樂團 |      | [ 70 ] |
| 2018 | 〈可怕的愛情〉 Scary Love | 芳鄰樂團 |      | [ 71 ] |

### 廣告
| 年份 | 標題                                         | 職位 | 職位 | 職位 | 職位 | 職位   | 附註                       | 來源   |
| 年份 | 標題                                         | 導演 | 製片 | 編劇 | 演員 | 角色   | 附註                       | 來源   |
| ---- | -------------------------------------------- | ---- | ---- | ---- | ---- | ------ | -------------------------- | ------ |
| 2013 | Tommy Wiseau Wishes YOU a Happy Memorial Day |      |      |      | 是   | 他自己 | Urban Outfitters的商業廣告 | [ 72 ] |

## 獎項和提名
| 年份 | 獎項                     | 類別           | 項目                    | 結果 | 參考   |
| ---- | ------------------------ | -------------- | ----------------------- | ---- | ------ |
| 2004 | 紐約國際獨立電影和影片展 | 最佳社會紀錄片 | 《Homeless in America》 | 獲獎 | [ 73 ] |
| 2004 | 紐約國際獨立電影和影片展 | 觀眾獎最佳長片 | 《房間》                | 獲獎 | [ 73 ] |

## 外部連結
- 官方网站
- 湯米·維索在互联网电影资料库（IMDb）上的資料（英文）
- 湯米·維索的Facebook專頁
- 湯米·維索的Instagram帳戶